# Sadao Watanabe
Sadao Watanabe (Utsunomiya, 1 februari 1933) is een Japanse jazzmuzikant (saxofoon, fluit).

## Carrière
Op 18-jarige leeftijd begon Watanabe al met muziek en hij begon in 1953 professioneel op te treden. In 1958 had hij opgetreden met toonaangevende muzikanten en kwartetten. In 1962 verliet hij Japan om te studeren aan het Berklee College of Music in Boston. In 1995 onderscheidde het college hem met een eredoctoraat voor zijn bijdragen aan de muziek. Naast zijn muzikale carrière heeft Watanabe zes fotoboeken uitgebracht in Japan. 
Sadao Watanabe is bekend voor zijn bossanova-opnamen, hoewel zijn werk vele stijlen bevat met medewerking van muzikanten overal ter wereld. Meer dan tien albums bereikten de top 50 van de Billboard-hitlijst en twee albums de top 10. Hij had ook meerdere albums die zich plaatsten op de toppositie van de jazzhitlijst. Onder zijn onderscheidingen waren de Orde van de Rijzende Zon, de Eremedailles van Japan voor zijn bijdrage aan de kunsten en de Fumio Nanri Award.

## Discografie

### Albums
Als leader
- 1961:	Sadao Watanabe
- 1965:	Sadao Watanabe Plays
- 1966:	Goin' Home Modern Jazz Album (Denon) (Toshiyuki Myama & His New Herd & Kazuo Yashiro & His Trio)
- 1966:	Takt Jazz Jazz & Bossa Nova
- 1967:	Sadao Watanabe & Charlie Mariano: Iberian Waltz (Denon) (met Charlie Mariano)
- 1967:	Nabesada & Charlie
- 1967:	Bossa Beat Collection (live)
- 1967:	Jazz Samba
- 1967:	My Romance
- 1967:	Bossa Nova '67
- 1967:	Bossa Nova Concert
- 1967:	Music Break
- 1967:	Encore!! Jazz & Bossa / Sadao Meets Sharps & Flats
- 1968:	We Got A New Bag / Sadao and Charlie Again
- 1968:	Sadao Meets Brazilian Friends / Sadao & Brazilian8
- 1968:	Sadao Plays Beatles and Bacharach
- 1969:	Swing Journal Jazz Workshop
- 1969:	Pastoral (Sony Records)
- 1969:	Song Book
- 1969:	Sadao Watanabe Live At The Junk (live) (Sony Records)
- 1969:	Dedicated to Charlie Parker (live) (met Terumasa Hino, Masanaga Harada, Fumio Watanabe, Kazuo Yashiro)
- 1970:	Sadao Watanabe At Montreux Jazz Festival (live)	(Sony Records)
- 1970:	Round Trip (Sony Records) (met Jack DeJohnette, Miroslav Vitouš, Chick Corea)
- 1970:	Collaboration Quartet (met het Masabumi Kikuchi Sextet)
- 1971:	Paysages (Sony Records)
- 1972:	Sadao Watanabe (Sony Records)
- 1973:	Open Road (Sony Records)
- 1973:	Kenya Ya Africa Meets Inter-African Theatre Group (live) (Sony Records)
- 1974:	Mbali Africa (live) (Sony Records)
- 1974:	Sadao Watanabe At 'Pit Inn' (live) (Sony Records)
- 1975:	Swiss Air (live) (Sony Records)
- 1975:	Pamoja (live) (Sony Records)
- 1976:	I'm Old Fashioned (East Wind) (met The Great Jazz Trio: Hank Jones, Ron Carter, Tony Williams)
- 1976:	Sadao Watanabe Recital (live)
- 1977:	My Dear Life (met Harvey Mason, Chuck Rainey, Lee Ritenour)
- 1977:	Bird Of Paradise (met Ron Carter, Hank Jones en Tony Williams)
- 1977:	Autumn Blow (live) (met Lee Ritenour, Harvey Mason, Anthony Jackson, Patrice Rushen, Ernie Watts)
- 1978:	Birds of Passage (Elektra Records) (met Ron Carter, George Duke, Hank Jones, Hubert Laws, Kazumi Watanabe, Tony Williams, Jimmy Haslip, Alex Acuña, Diana Acuna)
- 1978:	Carnaval (Galaxy Records) (met Ron Carter, Hank Jones en Tony Williams)
- 1978:	California Shower (met Harvey Mason, Chuck Rainey, Lee Ritenour, Ernie Watts)
- 1979:	Morning Island 	Flying Disk (VIJ) (met Michael Brecker, Steve Gadd)
- 1980:	How's Everything (live) (met Dave Grusin, Steve Gadd, Richard Tee, Eric Gale, Anthony Jackson, Jon Faddis)
- 1981:	Orange Express (met Dave Grusin, George Benson, Bobby Broom, Marcus Miller, Buddy Williams)
- 1983:	Fill Up The Night (met Ralph MacDonald, Richard Tee, Marcus Miller, Steve Gadd, Eric Gale, Paul Griffin, Jorge Dalto, Grady Tate)
- 1983:	Carnival (met Ron Carter, Hank Jones, Tony Williams)
- 1984:	Rendezvous (met Steve Gadd, Eric Gale, Marcus Miller, Richard Tee)
- 1985:	Maisha (met Don Grusin, Herbie Hancock, Nathan East, Harvey Mason)
- 1985:	Parker's Mood (live) (met Seigen Ono, James Williams, Jeff 'Tain' Watts, Charnett Moffett)
- 1985:	Tokyo Dating
- 1986:	Good Time For Love
- 1987:	Birds of Paradise (met Russell Ferrante, George Duke, Abraham Laboriel)
- 1988:	Elis
- 1988:	Made In Coracao Toquinho
- 1989:	Front Seat (met Patti Austin, Russell Ferrante, Jeff Porcaro, George Duke, Jimmy Haslip)
- 1991:	Sweet Deal (met Don Grusin, Peter Erskine, Russell Ferrante, Abraham Laboriel)
- 1992:	A Night With Strings (live) (met Peter Erskine)
- 1993:	Earth Step (met Steve Gadd)
- 1994:	In Tempo
- 1993:	A Night With Strings Vol. 2
- 1994:	A Night With Strings Vol. 3 / Sadao Plays Parker (met Russell Ferrante, Peter Erskine)
- 1997:	Go Straight Ahead 'n Make a Left (met Bernard Wright, Charley Drayton, Mike Flythe)
- 1997:	Kuroi Hitomi Song Book
- 1998:	Viajando
- 1999:	Remembrance (Verve Records) (met Robin Eubanks, Billy Drummond, Jim Anderson, Cyrus Chestnut, Romero Lubambo, Christian McBride, Nicholas Payton)
- 2000:	Sadao 2000 (met Richard Bona, Mike Stern)
- 2000:	Minha Saudade (live)
- 2001:	My Dear Life: 50th Anniversary Collection
- 2003:	Wheel Of Life (met Richard Bona, Mike Stern)
- 2005:	Sketches Of Nature
- 2005:	One For You (live) (met Richard Bona)
- 2005:	Broadcast Tracks '69-'72
- 2005:	Sadao & Charlie Again (live)
- 2007:	Basie's At Night (live)
- 2009:	Into Tomorrow
- 2011:	Come Today
- 2015:	I'm With You (met Russell Ferrante, Peter Erskine)
- 2017:	Encore! (met Dave Grusin, Russell Ferrante, Robben Ford)
- 2017:	Re-Bop (Victor) (met Cyrus Chestnut, Chris Thomas, Brian Blade)
- 2018:	Re-Bop The Night (Victor) (met Russell Ferrante, Ben Williams, Kendrick Scott)

Als sideman
- 1965:	Chico Hamilton - El Chico (Impulse! Records)
- 1965:	Gary McFarland - The In Sound (Verve Records)
- 1966:	Gábor Szabó - Gypsy '66 (Impulse! Records)

- Biblioteca Nacional de España: XX1157563
- Bibliothèque nationale de France: cb139010262 (data)
- CiNii: DA02095256
- Gemeinsame Normdatei: 134551281
- International Standard Name Identifier: 0000 0000 8406 7616
- Library of Congress Control Number: n83021424
- MusicBrainz: 378278bf-9cdd-4b4a-b319-38eddab9f1b1
- Bibliotheek van het Japanse parlement: 00090989
- Nederlandse Thesaurus van Auteursnamen: 072780436
- Réseau des bibliothèques de Suisse occidentale: 02-A008994211
- Système universitaire de documentation: 250594994
- Virtual International Authority File: 109470160
- WorldCat: E39PBJv4pxKpbjRmb7Xj69Tfv3